# The Story of the Clash
The Story of the Clash är ett samlingsalbum med punkgruppen The Clash utgivet 1988.

## Låtlista

### Skiva 1
1. "The Magnificent Seven" (Clash) - 4:29
2. "Rock the Casbah" (Topper Headon) - 3:42
3. "This Is Radio Clash" (Clash) - 4:10
4. "Should I Stay or Should I Go" (Clash) - 3:08
5. "Straight to Hell" (Clash) - 5:31
6. "Armagideon Time" (Clement Dodd, Willie Williams) - 3:51
7. "Clampdown" (Mick Jones, Joe Strummer) - 3:49
8. "Train in Vain" (Jones, Strummer) - 3:10
9. "The Guns of Brixton" (Paul Simonon) - 3:10
10. "I Fought the Law" (Sonny Curtis) - 2:40
11. "Somebody Got Murdered" (Clash) - 3:35
12. "Lost in the Supermarket" (Jones, Strummer) - 3:47
13. "Bankrobber" (Jones, Strummer) - 4:34

### Skiva 2
1. "(White Man) In Hammersmith Palais" (Jones, Strummer) - 4:01
2. "London's Burning" (Jones, Strummer) - 2:11
3. "Janie Jones" (Jones, Strummer) - 2:05
4. "Tommy Gun" (Jones, Strummer) - 3:17
5. "Complete Control" (Jones, Strummer) - 3:14
6. "Capital Radio" (Jones, Strummer) - 5:20
7. "White Riot" (Jones, Strummer) - 1:59
8. "Career Opportunities" (Jones, Strummer) - 1:52
9. "Clash City Rockers" (Jones, Strummer) - 3:49
10. "Safe European Home" (Jones, Strummer) - 3:51
11. "Stay Free" (Jones, Strummer) - 3:41
12. "London Calling" (Jones, Strummer) - 3:20
13. "Spanish Bombs" (Jones, Strummer) - 3:19
14. "English Civil War" (Jones, Strummer, Trad.) - 2:35
15. "Police & Thieves" (Junior Murvin, Lee Perry) - 6:00